# Tasi
Tasi is een bestuurslaag in het regentschap Alor van de provincie Oost-Nusa Tenggara, Indonesië. Tasi telt 438 inwoners (volkstelling 2010).